# Proshizonotus arenae
Proshizonotus arenae är en stekelart som först beskrevs av Girault 1932.  Proshizonotus arenae ingår i släktet Proshizonotus och familjen puppglanssteklar. Inga underarter finns listade i Catalogue of Life.